# Jinošov
Jinošov (en allemand : Jeneschau) est une commune du district de Třebíč, dans la région de Vysočina, en République tchèque. Sa population s'élevait à 243 habitants en 2020.

## Géographie
Jinošov se trouve à 4 km au nord-est du centre de Náměšť nad Oslavou, à 22,7 km à l'est de Třebíč, à 47,5 km à l'est-sud-est de Jihlava et à 159 km au sud-est de Prague.
La commune est limitée par Pucov au nord-ouest et au nord, par Velká Bíteš au nord-est, par Hluboké à l'est, par Náměšť nad Oslavou au sud et à l'ouest.

## Histoire
La première mention écrite de la localité date de 1349.

## Transports
Par la route, Jinošov se trouve à 5 km de Náměšť nad Oslavou, à 26,5 km de Třebíč, à 59 km de Jihlava et à 179 km de Prague.